# عبد الله بو عشوان
عبد الله بو عشوان (بالإنجليزية: Abdullah Buashwan)‏ (مواليد 20 مارس 1997) هو لاعب كرة قدم إماراتي ، يجيد اللعب كمهاجم، لعب سابقاً لنادي بني ياس ونادي مسافي ونادي دبي سيتي. 